# Unção dos enfermos

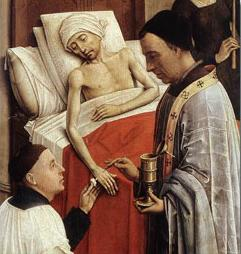
Pormenor do Retábulo dos Sete Sacramentos (c. 1445) de Rogier van der Weyden, mostrando o sacramento da Extrema-Unção.

A Unção dos Enfermos (tradicionalmente conhecida como Extrema-Unção), é um dos sete sacramentos da Igreja Católica, destinado a oferecer graça, fortaleza espiritual e, se for da vontade de Deus, também a cura física, àqueles que enfrentam uma doença grave, uma cirurgia importante ou os limites impostos pela velhice. 
Este sacramento é conferido pelo bispo ou por um sacerdote (únicos ministros válidos), mediante a unção com o óleo dos enfermos — óleo especialmente consagrado — na fronte e nas mãos do doente, acompanhada da oração litúrgica apropriada. 
Seu efeito sobrenatural é múltiplo: fortalece a alma, concede o perdão dos pecados (caso a pessoa esteja em estado de pecado e sem possibilidade de se confessar), reconforta diante do sofrimento e, sobretudo, restaura o estado de Graça Santificante, preparando o fiel para enfrentar com paz e esperança o sofrimento e, se for o caso, a morte.

## Catolicismo Romano
Embora por muito tempo fosse administrado somente na iminência da morte (in articulo mortis) — por isso o nome "Extrema-Unção" (última unção) —, o Concílio Vaticano II restaurou a prática tradicional, sublinhando que a Unção dos Enfermos não deve ser reservada apenas ao momento final da vida, mas pode ser recebida sempre que um fiel cristão entrar em perigo grave por motivo de enfermidade ou velhice, e pode ser repetida em caso de agravamento da doença. Por isso, também é chamado por alguns teólogos de "sacramento da passagem", ou sacra viático (do latim, “recurso para a viagem”), quando administrado junto da Eucaristia no fim da vida, pois oferece ao cristão um último auxílio sacramental na travessia desta vida para a Casa do Pai. A fórmula litúrgica usada é:

“Por esta santa unção e pela Sua infinita misericórdia, o Senhor venha em teu auxílio com a graça do Espírito Santo, para que, liberto dos teus pecados, Ele te salve e, na Sua misericórdia, alivie os teus sofrimentos.”
Diz o Compêndio do Catecismo da Igreja Católica que "A compaixão de Jesus pelos doentes e as numerosas curas de enfermos são um claro sinal de que, com Ele, chegou o Reino de Deus e a vitória sobre o pecado, o sofrimento e a morte. Com a sua paixão e morte, Ele dá um novo sentido ao sofrimento, o qual, se unido ao seu, pode ser meio de purificação e de salvação para nós e para os outros." (n. 314) e "A Igreja, tendo recebido do Senhor a ordem de curar os enfermos, procura pô-la em prática com os cuidados para com os doentes, acompanhados da oração de intercessão. Ela possui sobretudo um sacramento específico em favor dos enfermos, instituído pelo próprio Cristo e atestado por São Tiago:
«Quem está doente, chame a si os presbíteros da Igreja e orem por ele, depois de o ter ungido com óleo no nome do Senhor» (Tg 5,14-15)." (n. 315).

## Visão protestante
A unção dada aos enfermos, pelos protestantes, visa à cura do doente.
Os protestantes, principalmente os pentecostais, ungem os enfermos com um óleo previamente consagrado.